# پیپر ماریو: شاه اوریگامی
پیپر ماریو: شاه اوریگامی (انگلیسی: Paper Mario: The Origami King) یک بازی ویدئویی سبک متقابل در سبک اکشن-ماجراجویی، نقش‌آفرینی و معمایی است که در ۱۷ ژوئیه ۲۰۲۰ توسط نینتندو در پلتفرم نینتندو سوئیچ منتشر شد.